# アルバーノ・ヴェルチェッレーゼ
アルバーノ・ヴェルチェッレーゼ（伊: Albano Vercellese）は、イタリア共和国ピエモンテ州ヴェルチェッリ県にある、人口約300人の基礎自治体（コムーネ）。

## 地理

### 位置・広がり
| 隣接するコムーネは以下の通り。括弧内のNOはノヴァーラ県 所属を示す。 - コッロビアーノ - グレッジョ - オルデニーコ - サン・ナッツァーロ・セージア (NO) - ヴィッラルボイト |